# Недођија
Недођија је замишљена локација која се помиње у делима Џејмса Метјуа Берија и делима која се заснивају на њима. То је место у коме живе  Петар Пан и Звончица, изгубљени дечаци и остали. Мада у недођији нико не стари, његов најпознатији становник одбија да остари, и често се користи као метафора за вечно детињство, бесмртност и ескапизам (бекство од стварности). Први пут се помиње као "the Never Never Land" у представи Петар Пан, или дечак који није хтео да порасте шкотског писца Џејмса Метјуа Берија, први пут изведене 1904. године.